# Echinocereus maritimus
Echinocereus maritimus ist eine Pflanzenart in der Gattung Echinocereus aus der Familie der Kakteengewächse (Cactaceae). Das Artepitheton maritimus stammt aus dem Lateinischen, bedeutet ‚das Meer betreffend‘ und verweist auf das bevorzugte Habitat der Art.

## Beschreibung
Echinocereus maritimus wächst reich verzweigt und bildet aus bis zu 300 Trieben bestehende Polster, die bis zu 40 Zentimeter hoch sind und Durchmesser von 2 Meter erreichen. Die hell- bis dunkelgrünen, zylindrischen Triebe sind 5 bis 30 Zentimeter lang und weisen Durchmesser von 3 bis 7 Zentimeter auf. Es sind acht bis zwölf scharfe Rippen vorhanden. Die darauf befindlichen anfangs leuchtend roten Dornen werden später schmutzig gelb oder grau. Die sieben bis zehn Mitteldornen beziehungsweise oberen Dornen sind stark abgeflacht und kantig. Sie weisen eine Länge von 3 bis 6 Zentimeter auf. Die sieben bis zehn Randdornen beziehungsweise unteren Dornen sind 1,5 bis 2,5 Zentimeter lang.
Die trichterförmigen Blüten sind leuchtend gelb. Sie erscheinen unterhalb der Triebspitzen, sind bis zu 6 Zentimeter lang und erreichen ebensolche Durchmesser. Die kugelförmigen bedornten, anfangs grünen Früchte werden später rot.

## Verbreitung, Systematik und Gefährdung
Echinocereus maritimus ist an der Westküste der mexikanischen Halbinsel Niederkalifornien sowie auf benachbarten Inseln verbreitet.
Die Erstbeschreibung als Cereus maritimus durch Marcus Eugene Jones wurde 1883 veröffentlicht. Karl Moritz Schumann stellte die Art 1897 in seinem Werk Gesamtbeschreibung der Kakteen in die Gattung Echinocereus.
In der Roten Liste gefährdeter Arten der IUCN wird die Art als „Vulnerable (VU)“, d. h. als gefährdet geführt.

## Nachweise